# 紀元前819年
紀元前819年（きげんぜん819ねん）は、西暦による年。

## 他の紀年法
- 干支 : 壬午
- 中国
  - 周 - 宣王9年
  - 魯 - 武公7年
  - 斉 - 厲公6年
  - 晋 - 献侯4年
  - 秦 - 荘公3年
  - 楚 - 熊徇3年
  - 宋 - 恵公12年
  - 衛 - 釐侯36年
  - 陳 - 釐公13年
  - 蔡 - 夷侯19年
  - 曹 - 戴伯7年
  - 燕 - 釐侯8年
- 朝鮮
  - 檀紀1515年
- ユダヤ暦 : 2942年 - 2943年
- アッシリア暦 : 3932年
- 人類紀元 : 9182年